# Karang Anyar (Langsa Baro)
Karang Anyar is een bestuurslaag in het regentschap Langsa van de provincie Atjeh, Indonesië. Karang Anyar telt 3582 inwoners (volkstelling 2010).